# IF Elfsborg
Az IF Elfsborg egy svéd sportklub. Székhelye Boråsban van. 5-szörös svéd bajnok és 2-szeres kupagyőztes, 2003-ban ünnepelhetett utoljára kupagyőzelmet, 2006-ban pedig bajnoki címet. 2008-ban UEFA Intertotó-kupát nyert a klub.
Az országos svéd labdarúgó-szövetségen kívül tagja a huszonnégy regionális alapon szerveződő szövetség egyikének, a västergötlandinak is.
Hazai mérkőzéseit a Borås Arenában játssza.

## Története
A klubot 1904. július 26-án alapította egy csapat fiatal Borås Fotbollslag néven. A klub neve 1906-ban változott a ma is használt Idrottsföreningen Elfsborgra. 1926-ban megnyerte a Västsvenska Serien elnevezésű csoportot a másodosztályban, és a Westermalms IF mellett a másik feljutó volt az első osztályba, miután a rájátszásban legyőzte a Halmstadot. Az Elfsborgnak ez volt története első elsőosztályú szereplése. A 30-as években itt szerepelt a válogatott egyik legnagyobb sztárja, Sven Jonasson. Többek között neki is köszönhetően a klub 1936-ban megszerezte első bajnoki címét, amelyet két újabb követett 1939-ben és 1940-ben.
1941-ben hagyta el a csapat eredeti stadionját, a Ramnavallent, és költözött a Ryavallenbe. Itt az első mérkőzés eredetileg egy svéd-finn barátságos összecsapás lett volna, azonban Finnország második világháborús szereplése miatt kénytelen volt lemondani ezt. A finneket végül az Elfsborggal helyettesítették, amely 2–1-re legyőzte a svéd nemzeti csapatot. Ekkoriban egyébként ismét közel került az Elfsborg a bajnokság megnyeréséhez, azonban a 40-es években egymás után háromszor is csak másodikként zárt. Az 50-es évek elejére egy hanyatlás következett, amelynek betetőzése az 1954-es kiesés volt.
A feljutás 1960-ban sikerült, meggyőző fölénnyel, 22 fordulóban 20 győzelemmel. 1961-ben megszerezte negyedik bajnoki címét, ezzel az első olyan svéd csapat lett, amely a másodosztályból feljutva rögtön elsőként tudott végezni az Allsvenskanban is. Előbb 1965-ben, majd később 1977-ben is második lett, azonban ekkortól kezdődött a klub második sötét korszaka, amikor egy folyamatos, lassú hanyatlást követően 1987-ben ismét kiesett. A feljutás egészen 1997-ig nem is sikerült. Ekkor olyan későbbi válogatott labdarúgók szerepeltek itt, mint Anders Svensson vagy Tobias Linderoth. Bár feljutott, és 2001-ben, valamint két évvel később kupagyőzelmet is ünnepelhetett, sokáig a kiesés ellen volt kénytelen harcolni.
Az új évezred első igazán sikeres szezonja 2006 volt, amikor az Elfsborg 45 év után ismét élen végzett a bajnokságban. Ezt követően 2008-ban ezüstérmesként végzett, azóta egyszer sem fejezett be szezont az ötödiknél rosszabb pozícióban.

## Jelenlegi keret
2025. február 2. szerint.
| #  |     | Poszt | Név                     |
| -- | --- | ----- | ----------------------- |
| 1  | SWE | K     | Melker Uppenberg        |
| 2  | GHA | V     | Terry Yegbe             |
| 4  | SWE | KP    | Gustav Henriksson       |
| 6  | SWE | V     | Rasmus Wikström         |
| 7  | DEN | KP    | Jens Jakob Thomasen     |
| 8  | SWE | V     | Sebastian Holmén        |
| 9  | KOS | CS    | Arbër Zeneli            |
| 10 | SWE | KP    | Simon Olssom            |
| 11 | ISL | KP    | Eggert Aron Guðmundsson |
| 12 | DEN | CS    | Emil Holten             |
| 13 | SWE | V     | Johan Larsson           |
| 14 | GHA | CS    | Jalal Abdullai          |
| 15 | SWE | V     | Andreas Klarström       |
| 17 | SWE | CS    | Per Frick               |

| #  |     | Poszt | Név              |
| -- | --- | ----- | ---------------- |
| 18 | SWE | KP    | Ahmed Qasem      |
| 19 | TUN | V     | Rami Kajb        |
| 20 | SWE | CS    | Gottfrid Rapp    |
| 22 | KOS | CS    | Dion Krasniqi    |
| 23 | SWE | KP    | Niklas Hult      |
| 24 | SWE | KP    | Camil Jebara     |
| 25 | SWE | KP    | Enzo Andrén      |
| 26 | SWE | V     | Ludvig Richter   |
| 27 | KOS | KP    | Besfort Zeneli   |
| 28 | SWE | KP    | Noah Söderberg   |
| 29 | NGA | V     | Ibrahim Buhari   |
| 30 | DEN | K     | Marcus Bundgaard |
| 31 | SWE | K     | Isak Pettersson  |
| 32 | GHA | V     | Rufai Mohammed   |

## Ismertebb játékosok
- Thomas Ahlström
- Denni Avdić
- Emir Bajrami
- Fredrik Berglund
- Ove Grahn
- Samuel Holmén
- Stefan Ishizaki
- Sven Jonasson
- Tobias Linderoth
- Teddy Lučić
- Johan Sjöberg
- Anders Svensson
- Mathias Svensson
- Abbas Hassan

## Vezetőedzők
- Leif Målberg (1985–86)
- Jan Mak (1988–90)
- Leif Målberg (1990 augusztus–október)
- Hans Lindbom (1991–92)
- Håkan Sandberg (1993–94)
- Anders Linderoth (1995–97)
- Karl-Gunnar Björklund (1998–99)
- Bengt-Arne Strömberg (2000–01)
- Anders Grönhagen (2002–03)
- Magnus Haglund (2004–11)
- Jörgen Lennartsson (2012–)

## Sikerek
- Allsvenskan:[3]
  - Győztes: 1935–36, 1938–39, 1939–40, 1961, 2006
  - Ezüstérmes: 1942–43, 1943–44, 1944–45, 1965, 1977, 2008
- Svenska Cupen:
  - Győztes: 2001, 2003
  - Döntős: 1942, 1980–81, 1996–97
- Supercupen:
  - Győztes: 2007
- UEFA Intertotó-kupa:
  - Győztes: 2008